# Алёшин, Борис Иванович
Алёшин Борис Иванович (27 сентября 1918 года — 13 июня 1977 года) — капитан первого ранга, заслуженный деятель науки и техники РСФСР, специалист в области корабельной автоматики, педагог, ученый, доктор технических наук, участник Великой Отечественной войны, защитник Ленинграда.

## Биография
Борис Иванович Алёшин родился 27 сентября 1918 года в городе Беженск, Московской области. В 1940 году прошел обучение в Высшем военно-морском инженерном училище им. Ф. Э. Дзержинского. После окончания училища Алёшин проходил службу на кораблях Балтийского флота.
В период с 1942 по 1943 год нес службу в войсках береговой обороны. С 1944 года проходил обучение в аспирантуре Высшего военно-морского инженерного училища им. Ф. Э. Дзержинского. Затем занимался преподавательской деятельностью в том же училище.
С 1948 по 1952 год разработал и запустил курс автоматического регулирования корабельных энергетических установок. В 1957 году основал и возглавил кафедру автоматики и контроля корабельных энергетических установок. Алешин является создателем первого в истории Военно-морского флота тренажера по использованию атомной энергетической установки на подводной лодке. За время научной деятельности написал несколько работ, среди которых: «Автоматическое регулирование корабельных паровых котлов», «Системы автоматического управления, защиты и контроля корабельных энергетических установок», «Основы теории автоматического управления».
За боевые заслуги перед Родиной награжден Орденом Красного Знамени, 2 орденами Красной Звезды, медалью «За победу над Германией в Великой Отечественной войне 1941—1945 гг.», медалью «За оборону Ленинграда».
Алёшин Борис Иванович скончался 27 сентября 1918 года в Ленинграде, погребен на Северном кладбище.

## Награды
- Орден Красной Звезды[3][4]
- Орден Красной Звезды
- Медаль «За оборону Ленинграда»
- Медаль «За победу над Германией в Великой Отечественной войне 1941—1945 гг.»